# Gymnocarena diffusa
Gymnocarena diffusa är en tvåvingeart som först beskrevs av Snow 1894.  Gymnocarena diffusa ingår i släktet Gymnocarena och familjen borrflugor. Inga underarter finns listade i Catalogue of Life.